# Distrito de Vallemaggia
El distrito de Vallemaggia (antiguamente en alemán Landvogtei Maienfeld) es uno de los ocho distritos del cantón del Tesino. Limita al norte y noreste con el distrito de Leventina, al sureste con Locarno, y al oeste con la Provincia del Verbano Cusio Ossola (Italia).
La capital del distrito es Cevio.

## Comunas
| Circolo della Maggia | Circolo della Maggia   | Circolo della Maggia | Circolo della Maggia |
| Comuna               | Población (31.12.2007) | Superficie en km²    |                      |
| -------------------- | ---------------------- | -------------------- | -------------------- |
| Avegno-Gordevio      | 1379                   | 27,4                 |                      |
| Maggia               | 2412                   | 111,3                |                      |
| Total                | 3791                   | 138,7                |                      |

| Circolo della Rovanna | Circolo della Rovanna  | Circolo della Rovanna | Circolo della Rovanna |
| Comuna                | Población (31.12.2007) | Superficie en km²     |                       |
| --------------------- | ---------------------- | --------------------- | --------------------- |
| Bosco/Gurin           | 54                     | 22,1                  |                       |
| Campo (Vallemaggia)   | 57                     | 43,3                  |                       |
| Cerentino             | 63                     | 20,1                  |                       |
| Cevio                 | 1230                   | 151,4                 |                       |
| Linescio              | 46                     | 6,6                   |                       |
| Total                 | 1450                   | 243,5                 |                       |

| Circolo di Lavizzara | Circolo di Lavizzara   | Circolo di Lavizzara | Circolo di Lavizzara |
| Comuna               | Población (31.12.2007) | Superficie en km²    |                      |
| -------------------- | ---------------------- | -------------------- | -------------------- |
| Lavizzara            | 578                    | 187,2                |                      |
| Total                | 578                    | 187,2                |                      |

### Variaciones desde 1803
- Fusión de las comunas de Niva, Campo (Vallemaggia) y Cimalmotto en la nueva comuna Campo.
- 1858: Separación de la comuna de Cevio en las comunas de Cevio y Linescio.
- 1864: Fusión de las comunas de Prato y Sornico en la comuna de Prato-Sornico.
- XXXX: Reunión de la comuna de Riveo en la comuna de Someo.
- 1936: Reunión de la comuna de Mogno en la comuna de Fusio.
- 8 de octubre de 2003: Fusión de las comunas de Aurigeno, Moghegno, Maggia, Lodano, Coglio, Giumaglio y Someo en la nueva comuna de Maggia.
- 8 de octubre de 2003: Fusión de las comunas de Brontallo, Menzonio, Broglio, Prato-Sornico, Peccia y Fusio en la nueva comuna de Lavizzara.
- 23 de enero de 2005: Reunión de las comunas de Bignasco y Cavergno en la comuna de Cevio.
- 20 de abril de 2008: Fusión de las comunas de Gordevio y Avegno en la nueva comuna de Avegno-Gordevio.

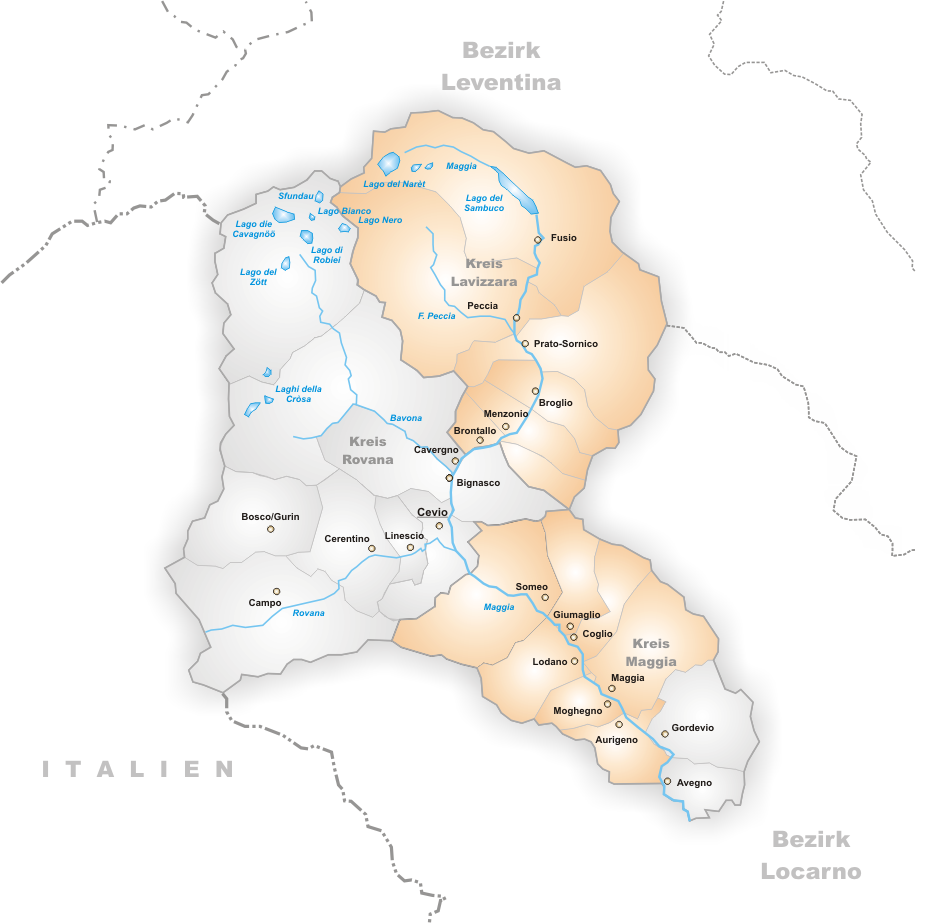
Comunas hasta 2003
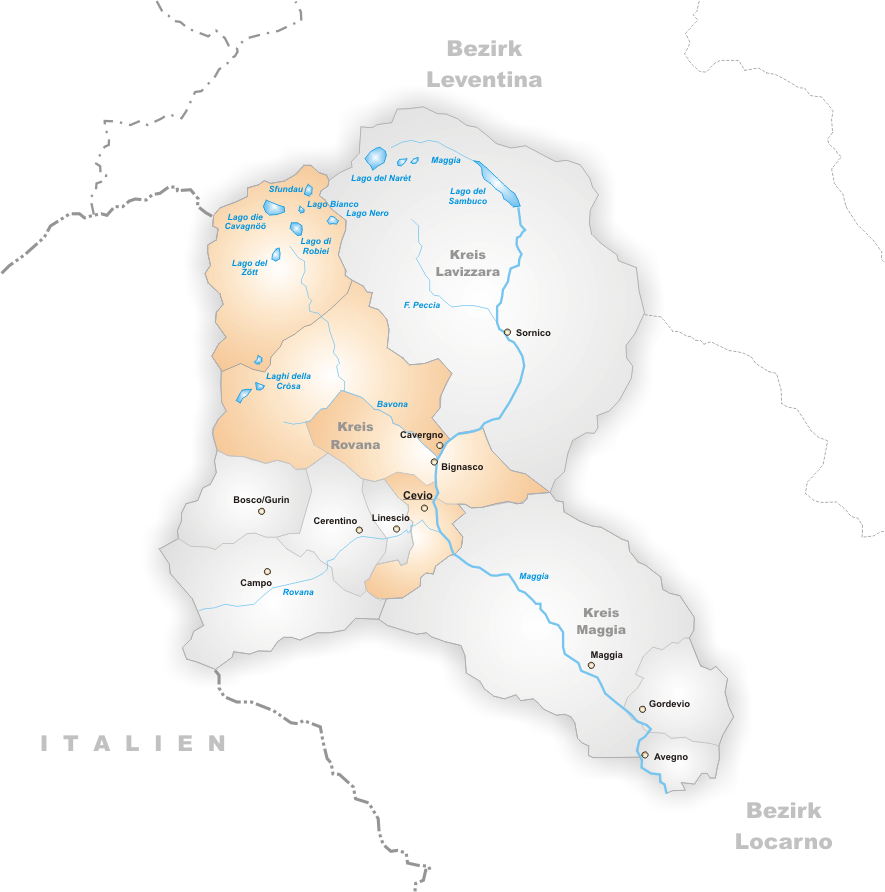
Comunas hasta 2006
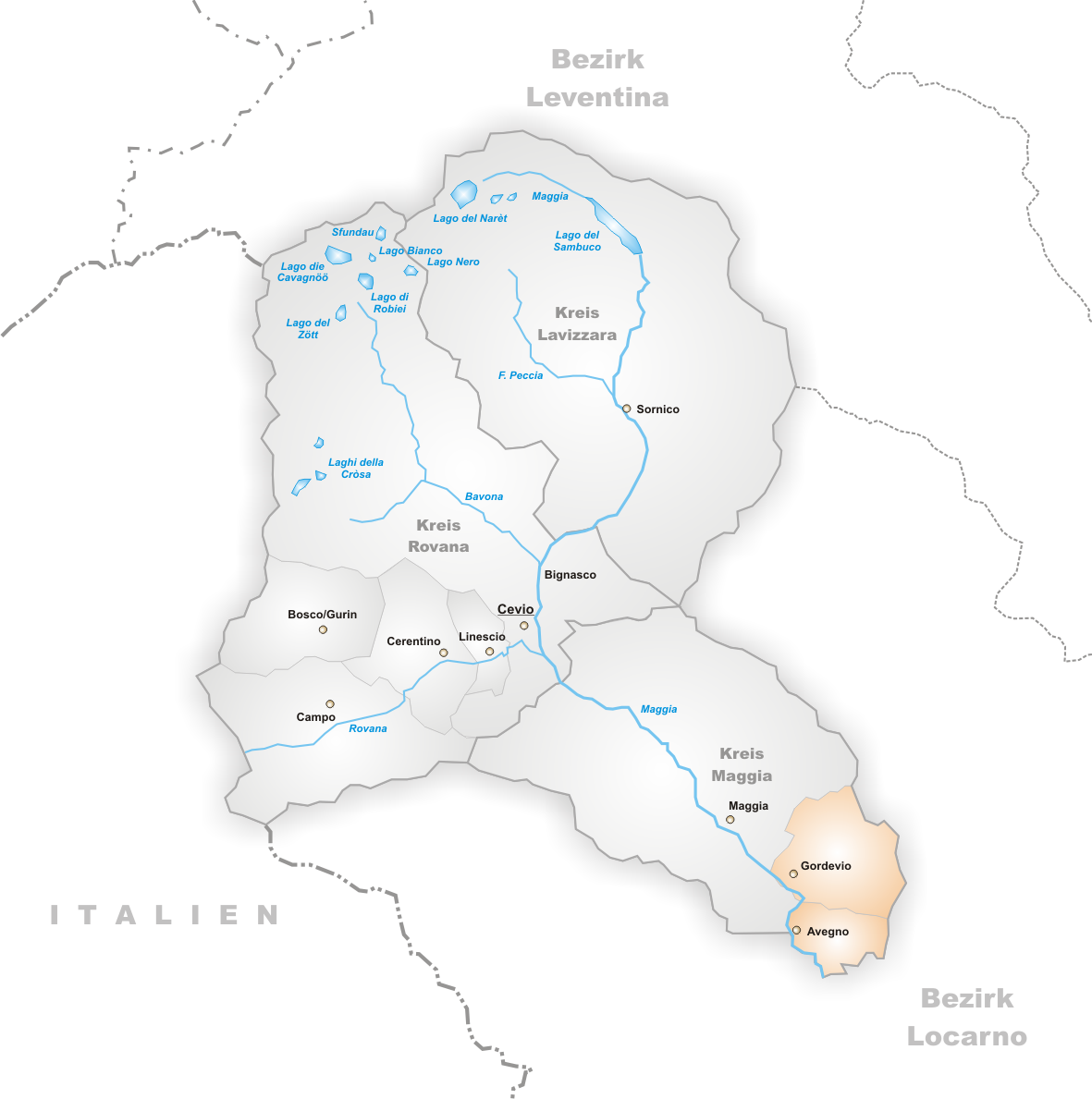
Comunas hasta 2008

- Datos: Q660418
- Multimedia: Distretto di Vallemaggia / Q660418